# Amphogona
Genre
Amphogona est un genre de Trachyméduses (hydrozoaires) de la famille des Rhopalonematidae.

## Liste d'espèces
Selon World Register of Marine Species (6 avril 2016), Amphogona comprend les espèces suivantes :
- Amphogona apicata Kramp, 1957
- Amphogona apsteini Vanhöffen, 1902
- Amphogona pusilla Hartlaub, 1909